# بريت لوت
بريت لوت (بالإنجليزية: Bret Lott)‏ (8 أكتوبر 1958، لوس أنجلوس في الولايات المتحدة)؛ صحفي وروائي أمريكي.